# Didier Eberoni
 (janvier 2020).
Si vous disposez d'ouvrages ou d'articles de référence ou si vous connaissez des sites web de qualité traitant du thème abordé ici, merci de compléter l'article en donnant les références utiles à sa vérifiabilité et en les liant à la section « Notes et références ».
Didier Eberoni (né en 1958) est un auteur de bande dessinée, illustrateur et peintre français. 

## Biographie
Remarqué dans le mensuel Métal hurlant dans la première moitié des années 1980 pour son dessin hypper-réaliste, il s'oriente ensuite vers la peinture et l'illustration. Il revient depuis périodiquement à la bande dessinée.
Avec Patrick Raynal, il signe en 2004 Sexual Killer, thriller  érotique qui se déroule dans la cité phocéenne, aux éditions Albin Michel, et en 2008 avec un scénario de Tiburce Oger, il signe 2 vies .
En continuité du film de Jean-Pierre Melville  paraît Samouraï  aux éditions Futuropolis en 2010.

## Publications

### Scénariste et dessinateur
- John et Betty, Les Humanoïdes associés, 1985
- Teknikolor, Seuil jeunesse, 1996
- Samouraï, Futuropolis, 2010

### Dessinateur
- Le Centaure mécanique, texte de Rodolphe, Les Humanoïdes associés, 1982[3]
- Carcasses, texte de Frada, les Humanoïdes associés, 1983
- Quelles sont les couleurs des ténèbres ? (All the colours of darkness), texte de Lloyd Biggle junior, traduction de Jean-Pierre Pugi, Éditions Temps futurs, 1982
- Ce qu'on voit dans les ténèbres (Watchers of the dark), texte de Lloyd Biggle junior, traduction de Jean-Pierre Pugi, Éditions Temps futurs, 1982
- Qui a éteint l'univers ? (This darkening universe), texte Lloyd Biggle junior, traduction de Jean-Pierre Pugi, Éditions Temps futurs, 1983
- Le Silence est mort (Silence is deadly), texte de Lloyd Biggle junior, traduction de Jean-Pierre Pugi, Éditions Temps futurs, 1983
- Sexual killer, texte de Patrick Raynal, Albin Michel, 2004